# 蓮如上人御影道中
蓮如上人御影道中（れんにょしょうにんごえいどうちゅう）は、毎年春に行われる真宗大谷派の伝統行事である。福井県あわら市の吉崎で行われる法要にあわせて、京都の東本願寺（真宗本廟）から吉崎東別院の間を、本願寺第八世蓮如の影像を奉じて、徒歩で往復する。

## 概要
蓮如没後、北陸での教化の苦労と徳を偲んで吉崎御坊（吉崎別院）で行われる御忌法要に、蓮如の影像を本山から迎えて勤められたのが始まりであると伝えられている。以来、蓮如が歩いたといわれる約240キロの道程を、随行教導や、宰領（さいりょう）をはじめとする供奉人（ぐぶにん）方が蓮如影像と共に歩む仏事として300年以上の間連綿と続けられている。
道中は、東本願寺（真宗本廟）における御下向式（4月17日）に始まり、約140箇所の会所に立ち寄り、御帰山式（5月9日）をもって終了となる。
基本的には以下の日程で執り行われる。
- 御下向 - 4月17日から23日まで
- 御忌法要 - 4月23日から5月2日まで
- 御上洛 - 5月2日から9日まで

御下向よりも御上洛により日数がかかるのは、滋賀県内でのルートに違いがあるためである。御下向が湖西地域を通るのに対し、御上洛が湖東・湖南地域を通る。
2021年（令和3年）の蓮如上人御影道中は新型コロナウイルスの感染拡大の影響でほとんどの行程が車移動となった。また、2022年（令和4年）の蓮如上人御影道中も日程が変更されている（4月20日に東本願寺を出発して4月23日に吉崎別院に到着、4月23日から5月2日までの法要ののち、5月4日に福井別院を自動車で出発して5月6日に東本願寺に戻る）。

## 御下向経路

### 1日目（4月17日）
京都府京都市～滋賀県大津市
- 真宗本廟（東本願寺）（京都府京都市）お発ち
  - 真宗本廟にて、「蓮如上人御影吉崎別院御下向式」が執り行われる。
- 閑栖寺（滋賀県大津市）
- 等正寺（滋賀県大津市）宿泊所

### 2日目（4月18日）
滋賀県大津市～高島市
- 等正寺（滋賀県大津市）
- 光徳寺（滋賀県大津市）
- 聞名寺（滋賀県大津市）
- 最勝寺（滋賀県高島市）宿泊所

### 3日目（4月19日）
滋賀県高島市
- 最勝寺（滋賀県高島市）
- 妙琳寺（滋賀県高島市）
- 浄榮寺（滋賀県高島市）
- 永正寺（滋賀県高島市）
- 法泉寺（滋賀県高島市）
- 浄立寺（滋賀県高島市）
- 長法寺（滋賀県高島市）
- 榮敬寺（滋賀県高島市）宿泊所

### 4日目（4月20日）
滋賀県高島市～福井県敦賀市
- 榮敬寺（滋賀県高島市）
- 願慶寺（滋賀県高島市）
- 慈專寺（滋賀県高島市）
- 傳正寺（滋賀県高島市）
- 願力寺（滋賀県高島市）
- 西德寺（福井県敦賀市）
- 願浄寺（福井県敦賀市）
- 意力寺（福井県敦賀市）宿泊所

### 5日目（4月21日）
福井県敦賀市～越前市
- 意力寺（福井県敦賀市）
- 浄念寺（福井県南条郡）
- 超恩寺（福井県越前市）宿泊所

※奇数年は淨秀寺が、遇数年は超恩寺が宿泊所の会所寺院

### 6日目（4月22日）
福井県越前市～福井市
- 超恩寺（福井県越前市）
- 光澤寺（福井県越前市）
- 本法寺（福井県鯖江市）
- 東稱名寺（福井県福井市）
- 善良寺（福井県福井市）
- 浄得寺（福井県福井市）
- 福井別院（福井県福井市）宿泊所

### 7日目（4月23日）
福井県福井市～あわら市
- 福井別院（福井県福井市）
- 香雲寺（福井県福井市）
- 照嚴寺（福井県あわら市）
- 吉崎別院（福井県あわら市）お着き
  - 吉崎別院での御忌法要（4月23日～5月2日）が勤まる。

## 御下向宿泊地

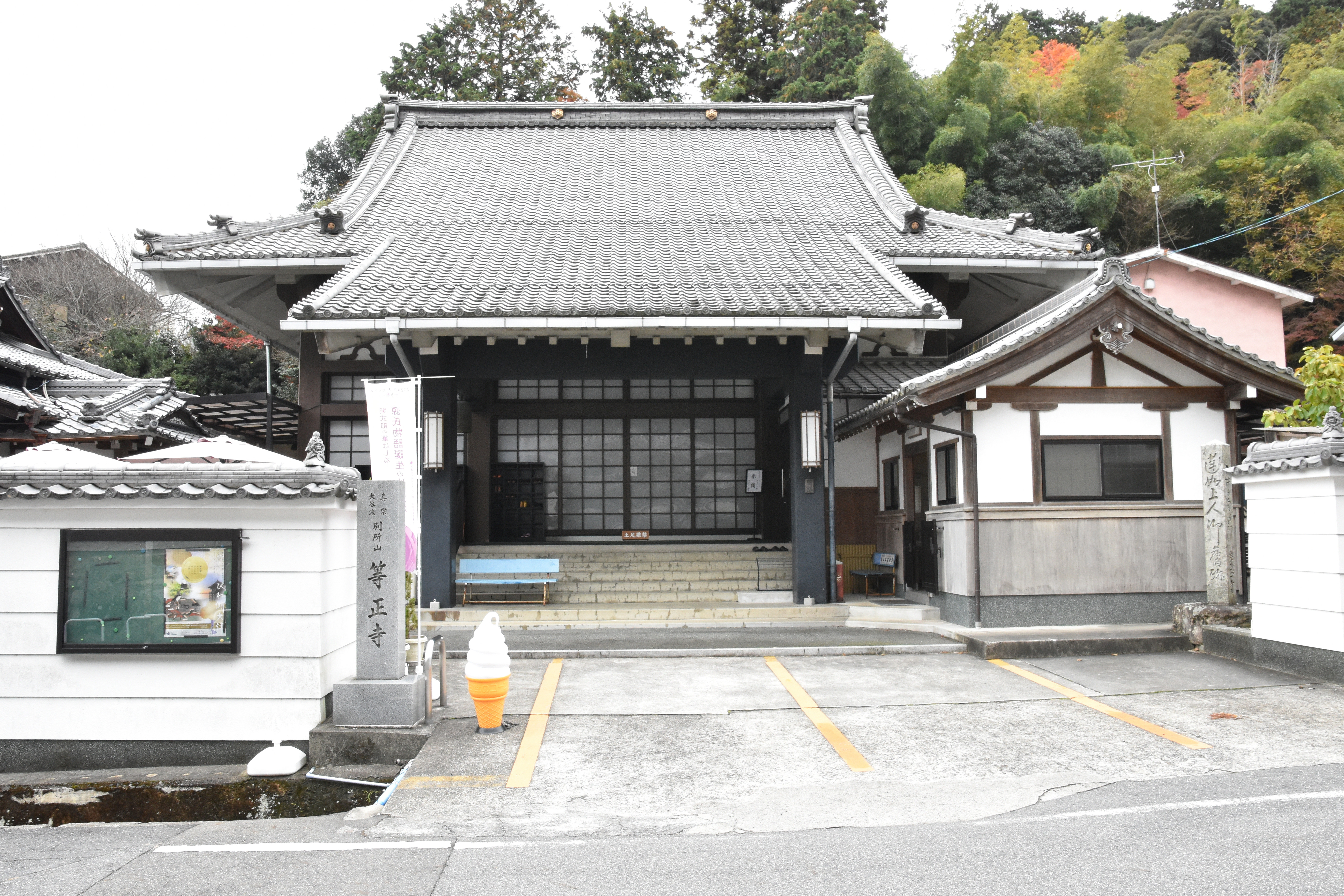
4月17日 等正寺（大津市）
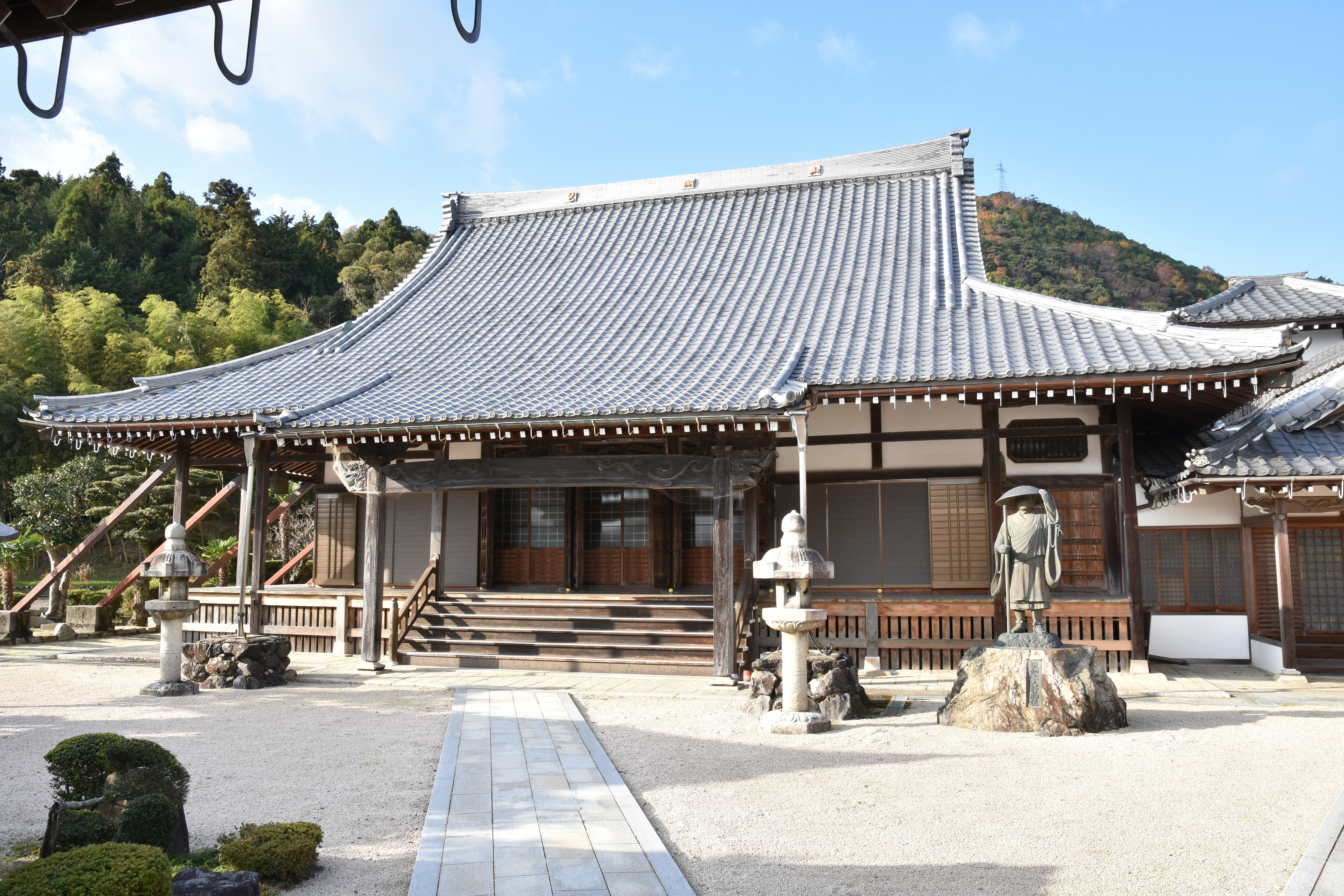
4月18日 最勝寺（高島市）
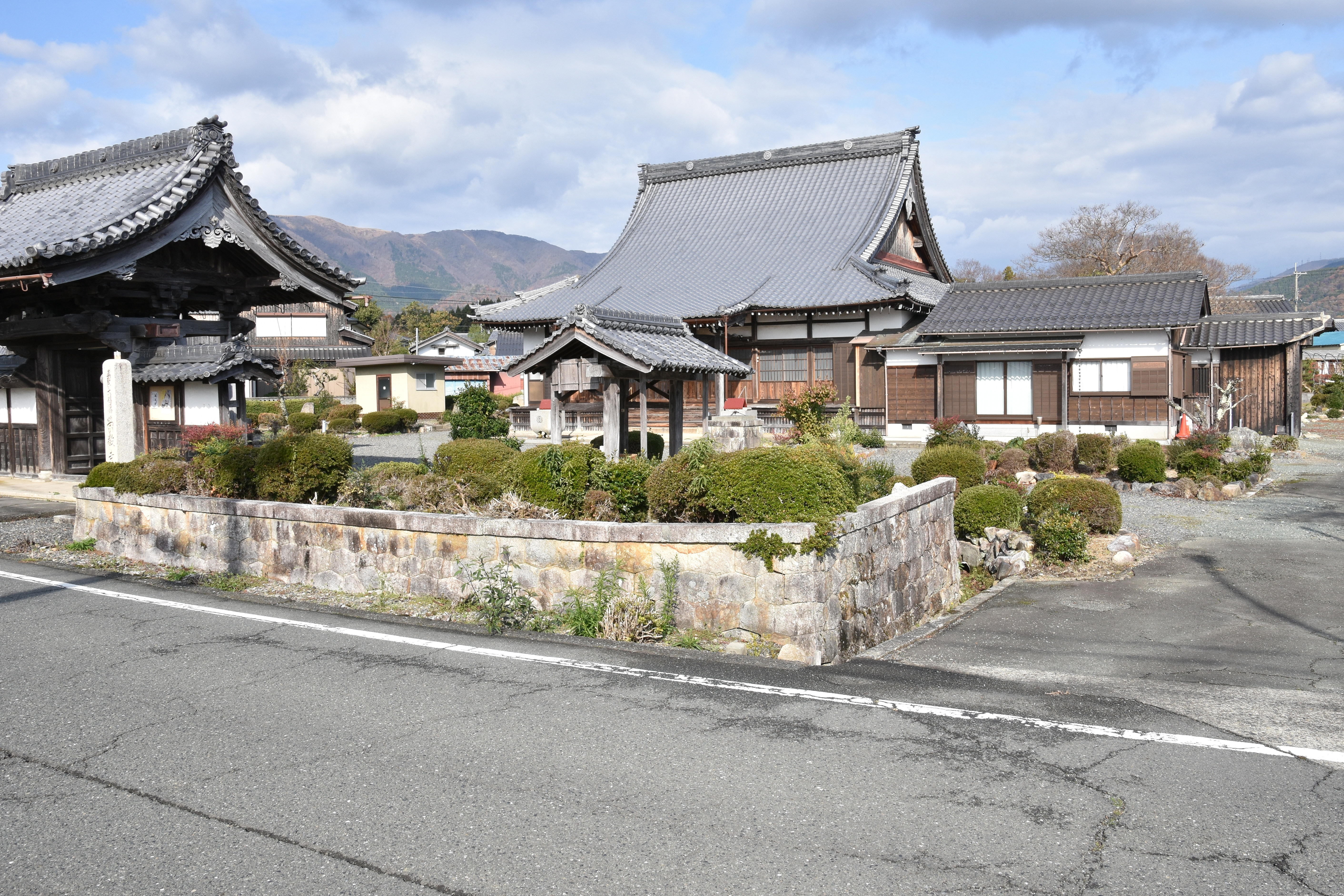
4月19日 榮敬寺（高島市）
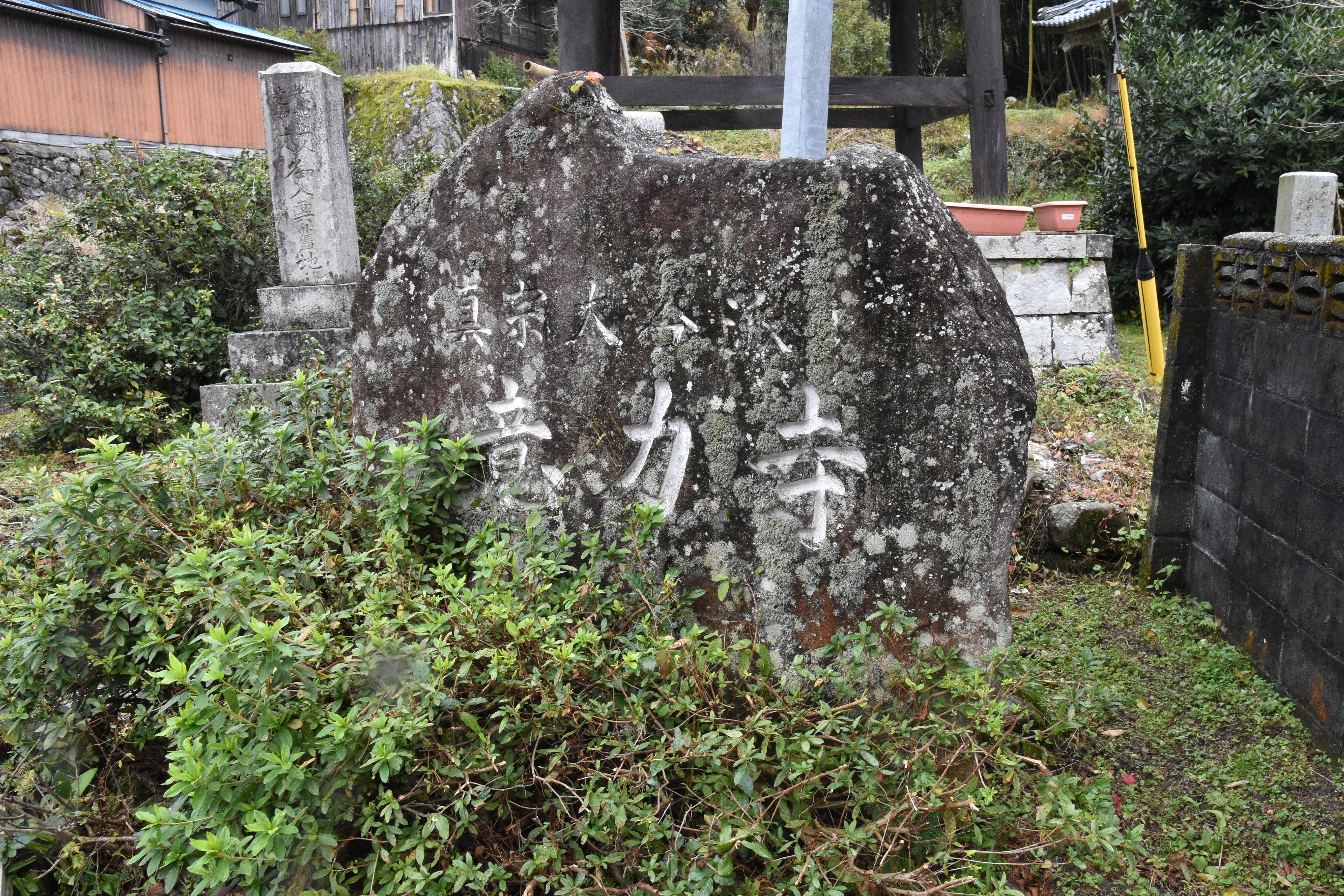
4月20日 意力寺（敦賀市）

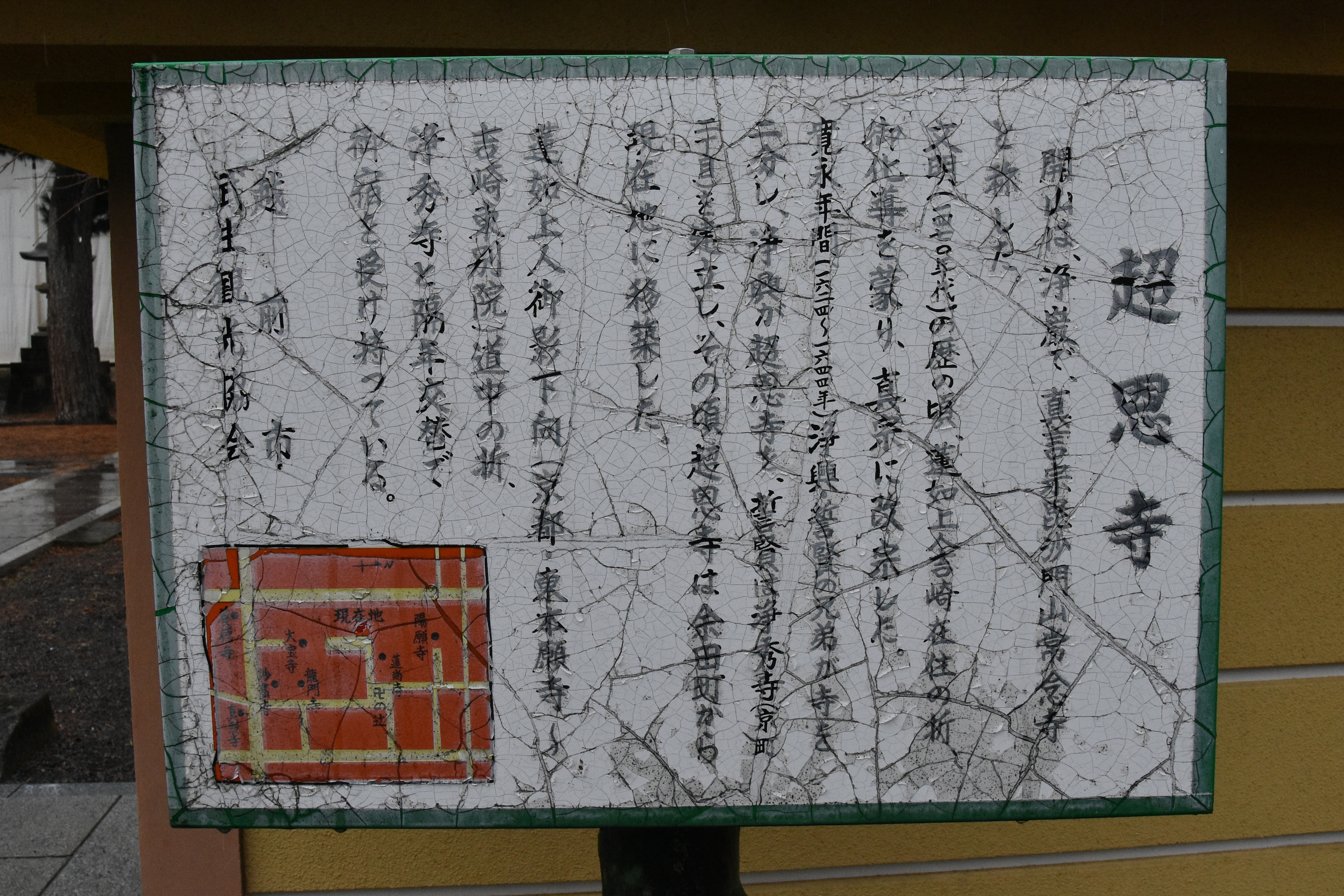
4月21日 超恩寺（越前市）※隔年交替
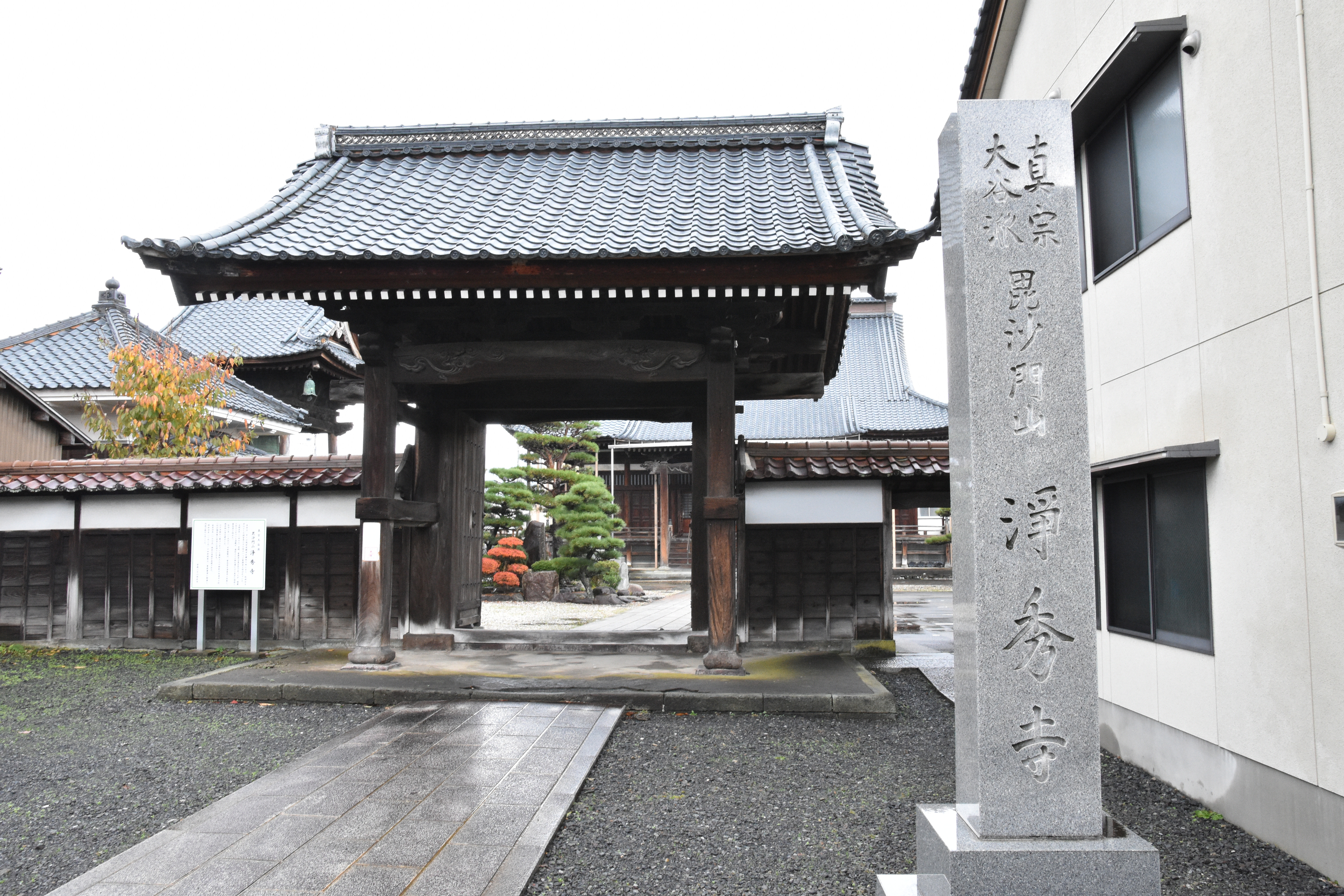
4月21日 浄念寺（南条郡）※隔年交替
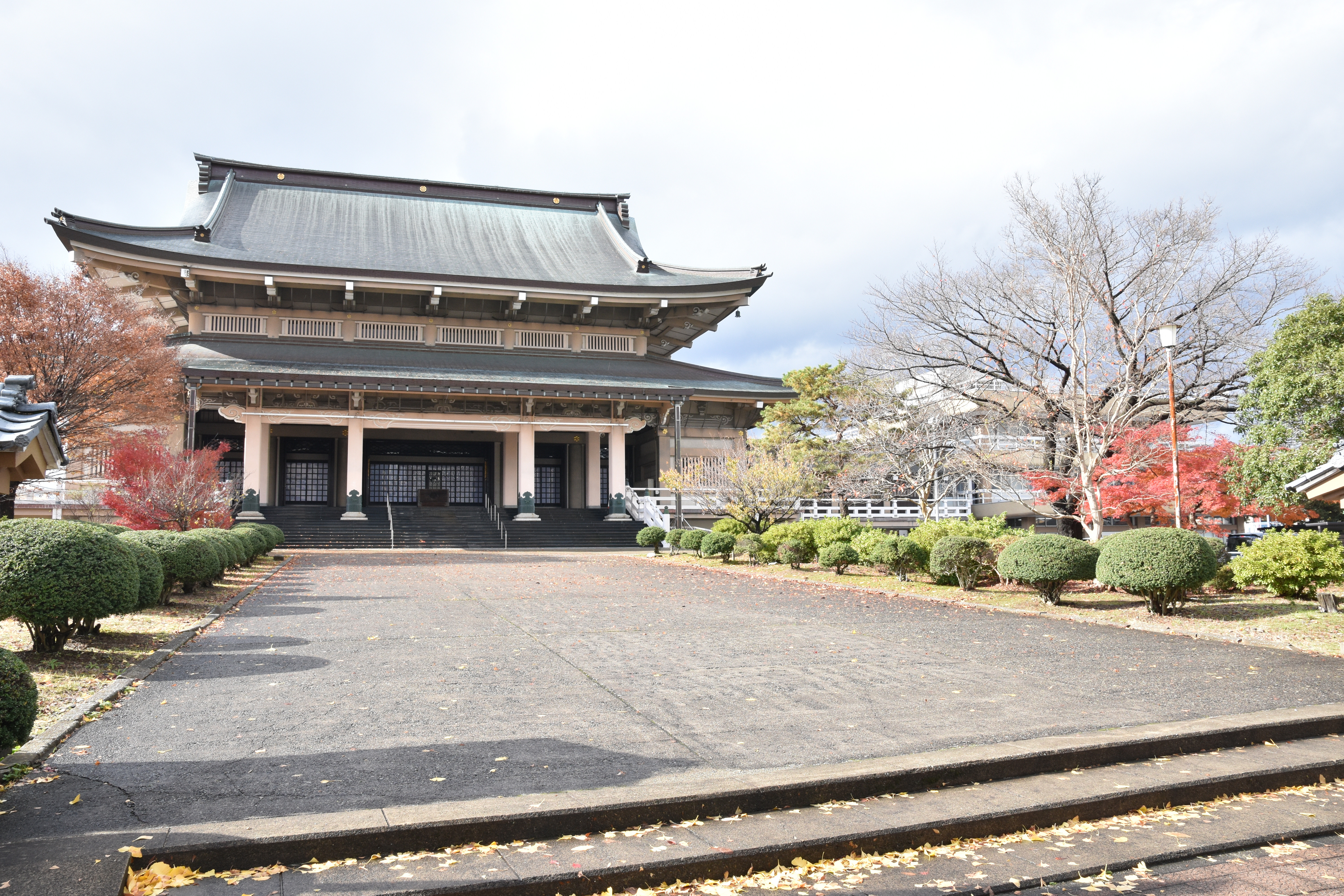
4月22日 福井別院（福井市）
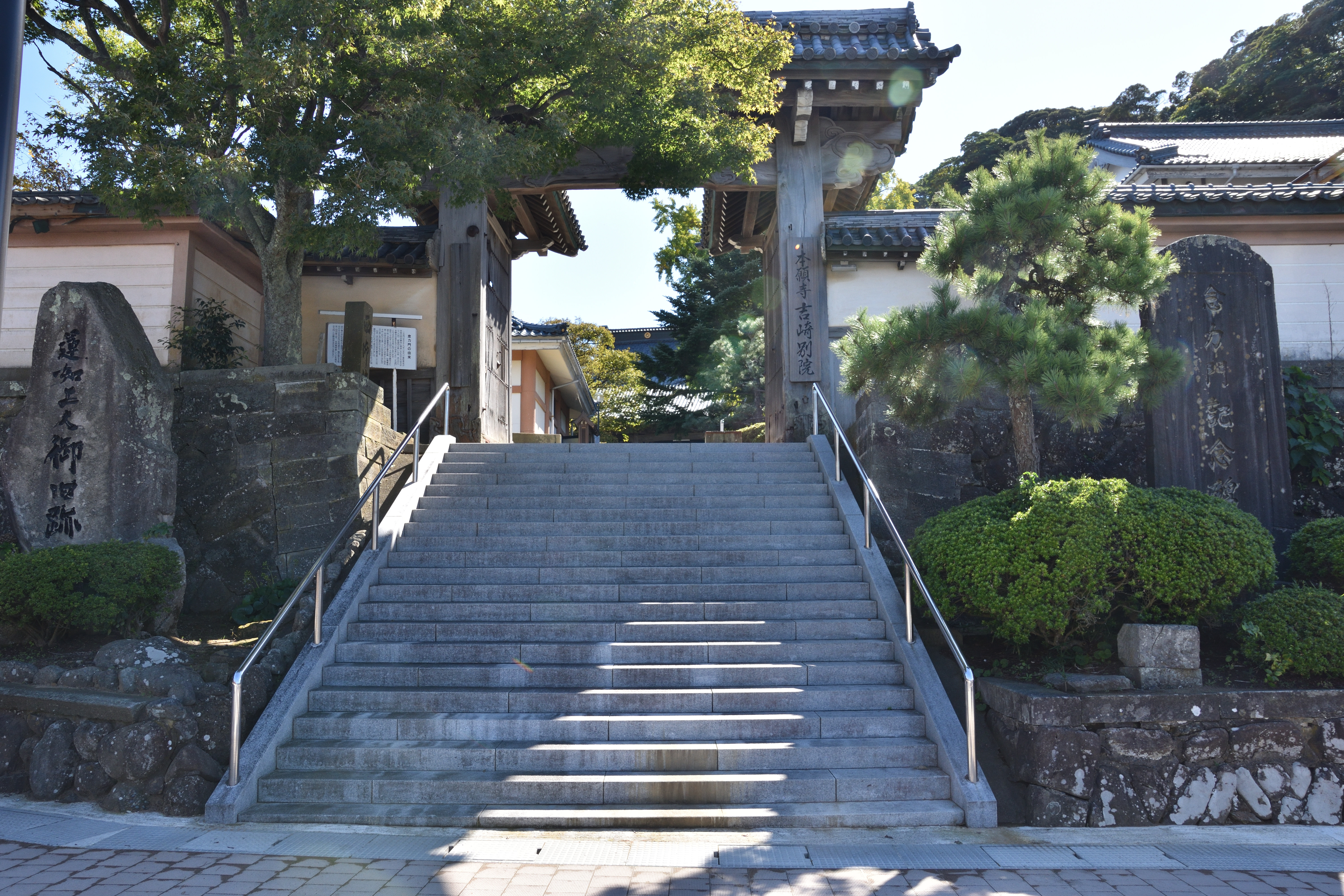
4月23日 吉崎別院着（あわら市）

## 御上洛経路

### 1日目（5月2日）
福井県あわら市～福井市
- 吉崎別院（福井県あわら市）お発ち
- 照嚴寺（福井県あわら市）
- 観音堂（福井県あわら市）
- 香雲寺（福井県福井市）
- 福井別院（福井県福井市）宿泊所

### 2日目（5月3日）
福井県福井市～越前市
- 福井別院（福井県福井市）
- 浄得寺（福井県福井市）
- 善良寺（福井県福井市）
- 東稱名寺（福井県福井市）
- 覺念寺（福井県鯖江市）
- 本法寺（福井県鯖江市）
- 光澤寺（福井県越前市）
- 圓宮寺（福井県越前市）宿泊所

### 3日目（5月4日）
福井県越前市～南条郡
- 圓宮寺（福井県越前市）
- 浄念寺（福井県南条郡）宿泊所

### 4日目（5月5日）
福井県南条郡～滋賀県長浜市
- 浄念寺（福井県南条郡）
- 景好寺（滋賀県長浜市）
- 明樂寺（滋賀県長浜市）宿泊所

### 5日目（5月6日）
滋賀県長浜市
- 明樂寺（滋賀県長浜市）
- 真願寺（滋賀県長浜市）
- 運德寺（滋賀県長浜市）
- 念慶寺（滋賀県長浜市）
- 慶善寺（滋賀県長浜市）
- 准願寺（滋賀県長浜市）
- 五村別院（滋賀県長浜市）
- 長善寺（滋賀県長浜市）宿泊所

### 6日目（5月7日）
滋賀県長浜市～愛知郡
- 長善寺（滋賀県長浜市）
- 長浜別院（滋賀県長浜市）
- 真行寺（滋賀県長浜市）
- 善行寺（滋賀県米原市）
- 唯念寺（滋賀県犬上郡）
- 寶滿寺（滋賀県愛知郡）宿泊所

### 7日目（5月8日）
滋賀県愛知郡～草津市
- 寶滿寺（滋賀県愛知郡）
- 圓願寺（滋賀県近江八幡市）
- 浄満寺（滋賀県野洲市）
- 金ヶ森御坊（滋賀県守山市）
- 傳久寺（滋賀県草津市）宿泊所

### 8日目（5月9日）
滋賀県草津市～京都府京都市
- 傳久寺（滋賀県草津市）
- 響忍寺（滋賀県大津市）
- 大津別院（滋賀県大津市）
- 閑栖寺（滋賀県大津市）
- 山科別院（京都府京都市）
- 真宗本廟（東本願寺）（京都府京都市）お着き

※掲載の会所のほかにも、多くの会所に立ち寄りながら道中を歩む。

## 御上洛宿泊地

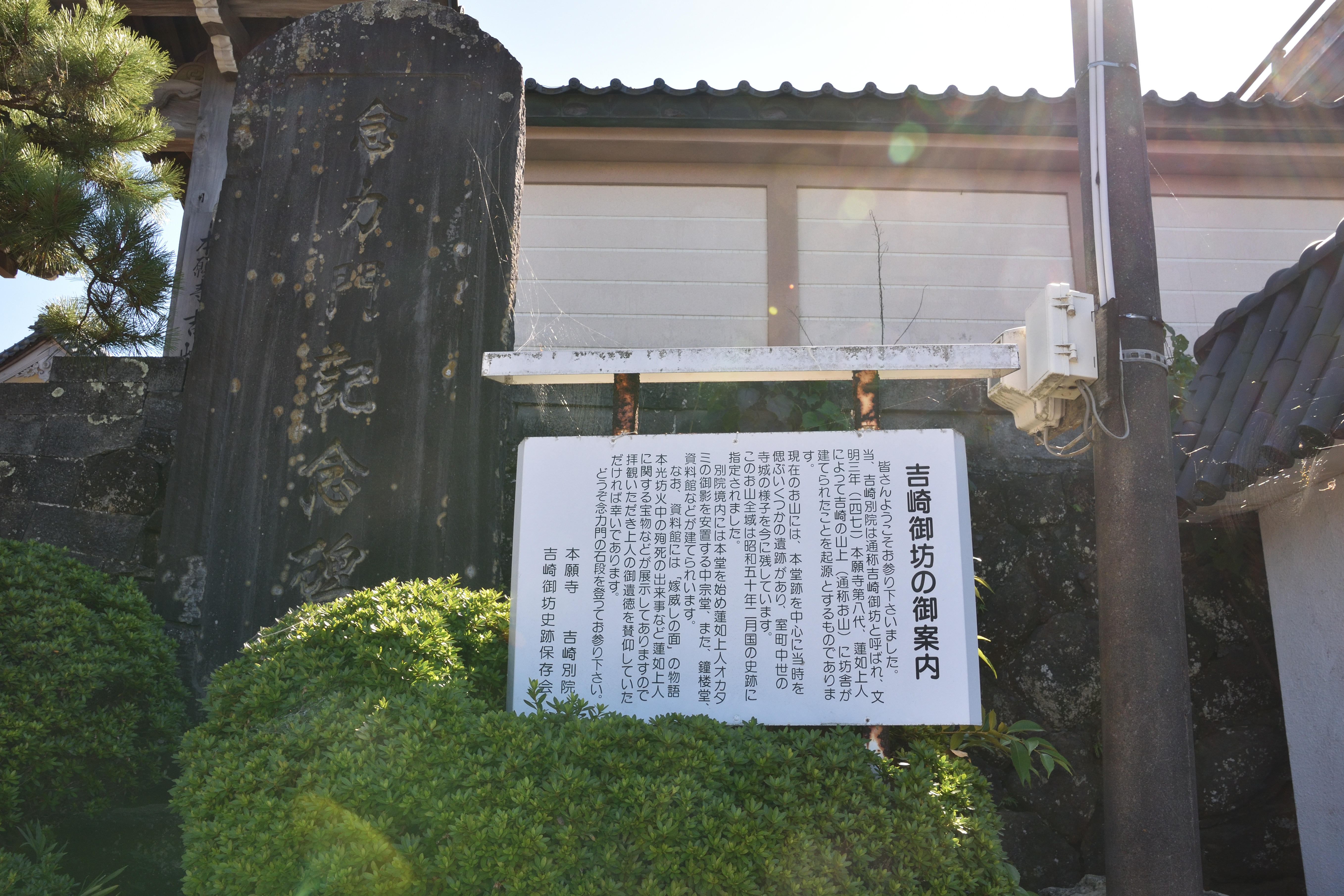
5月2日 吉崎別院発（あわら市）福井別院（福井市）
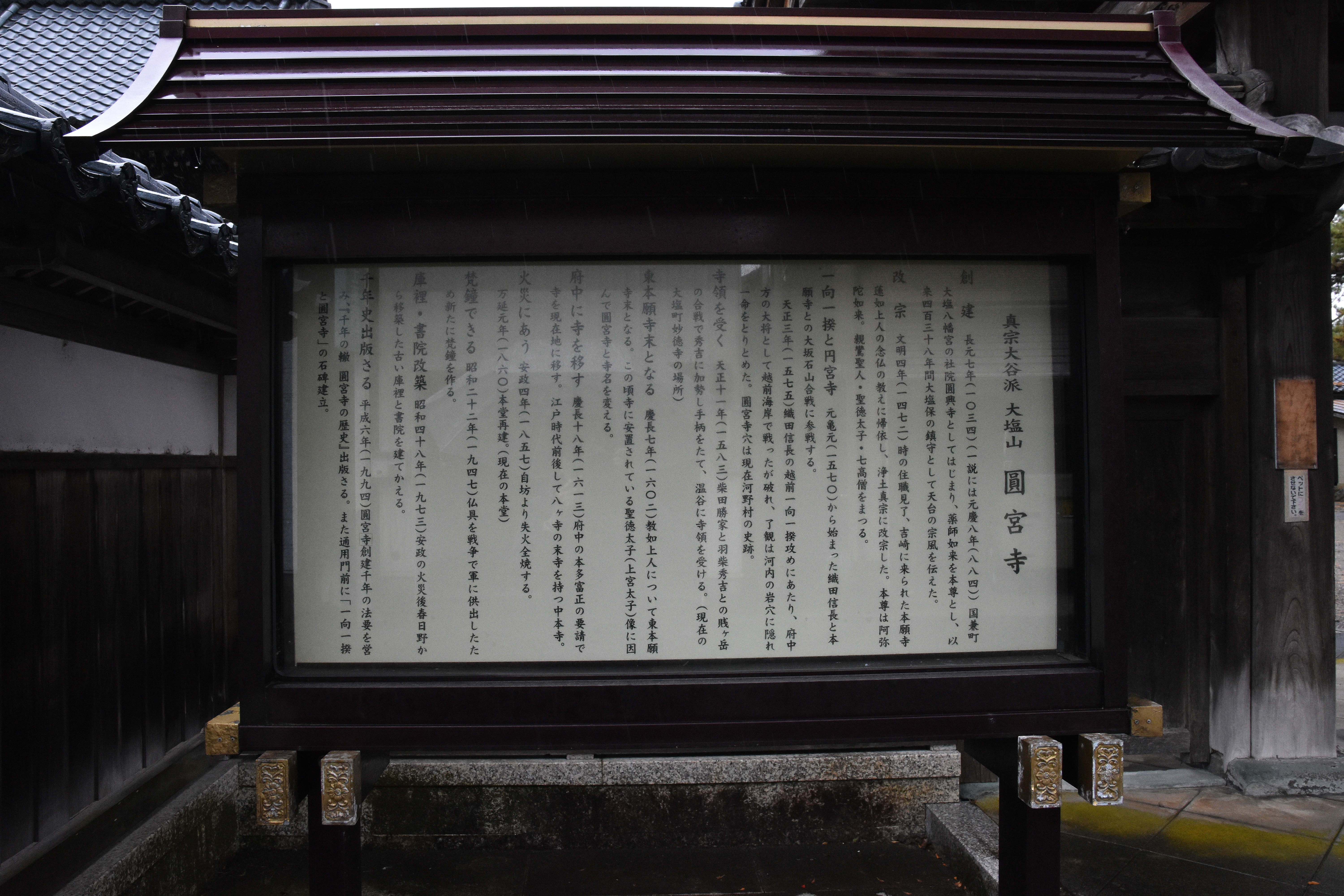
5月3日 圓宮寺（越前市）
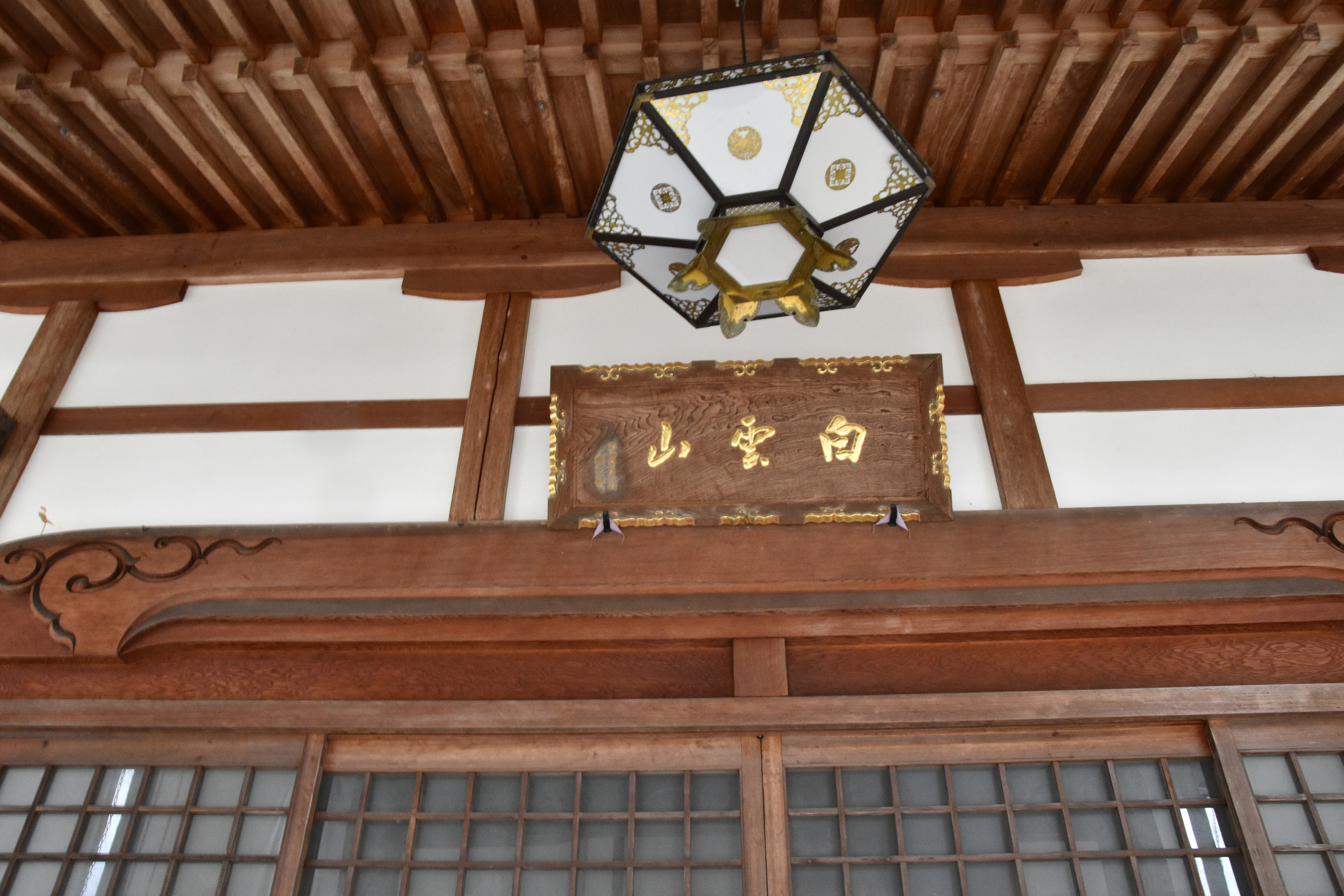
5月4日 浄念寺（南条郡南越前町）
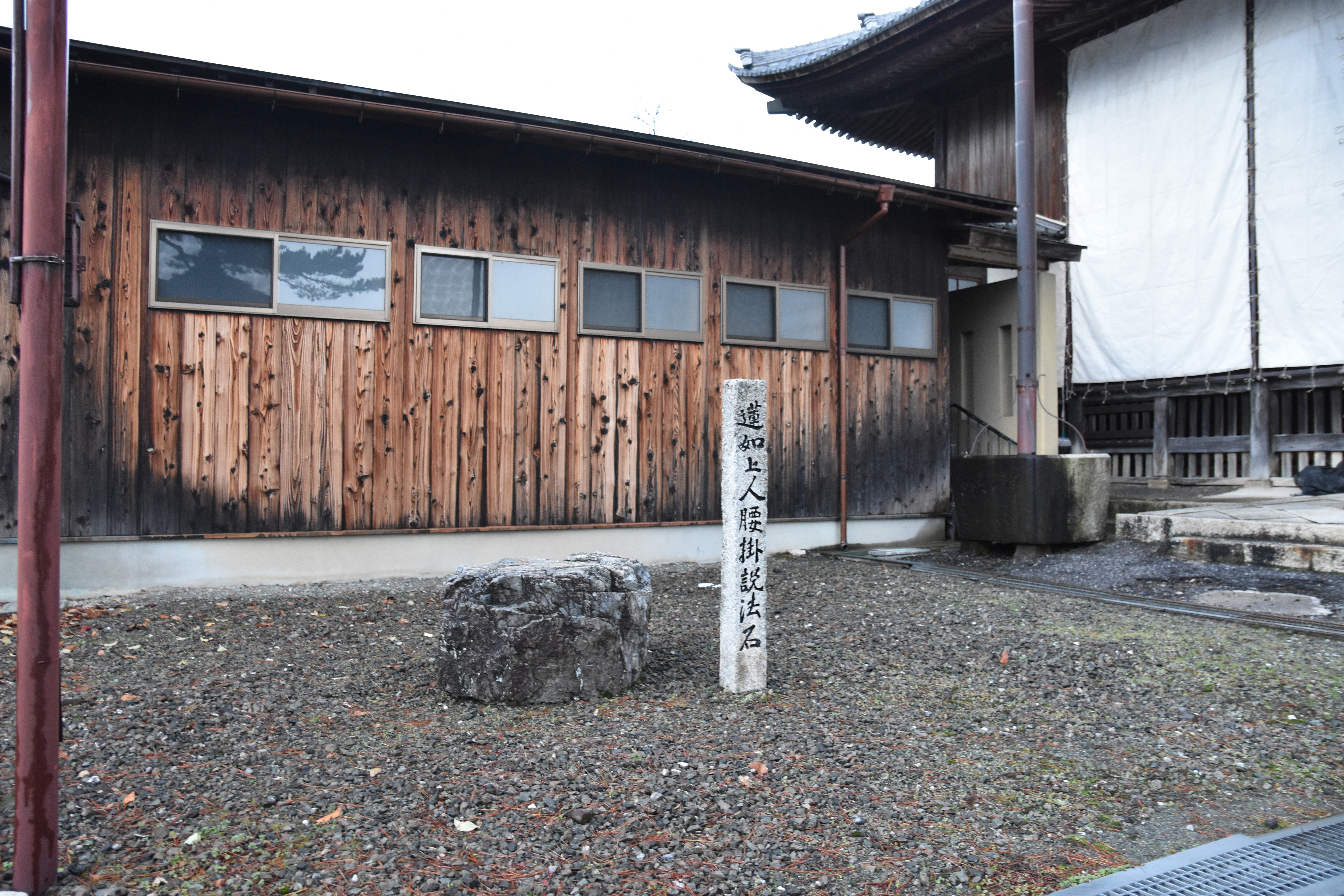
5月5日 明樂寺（長浜市）
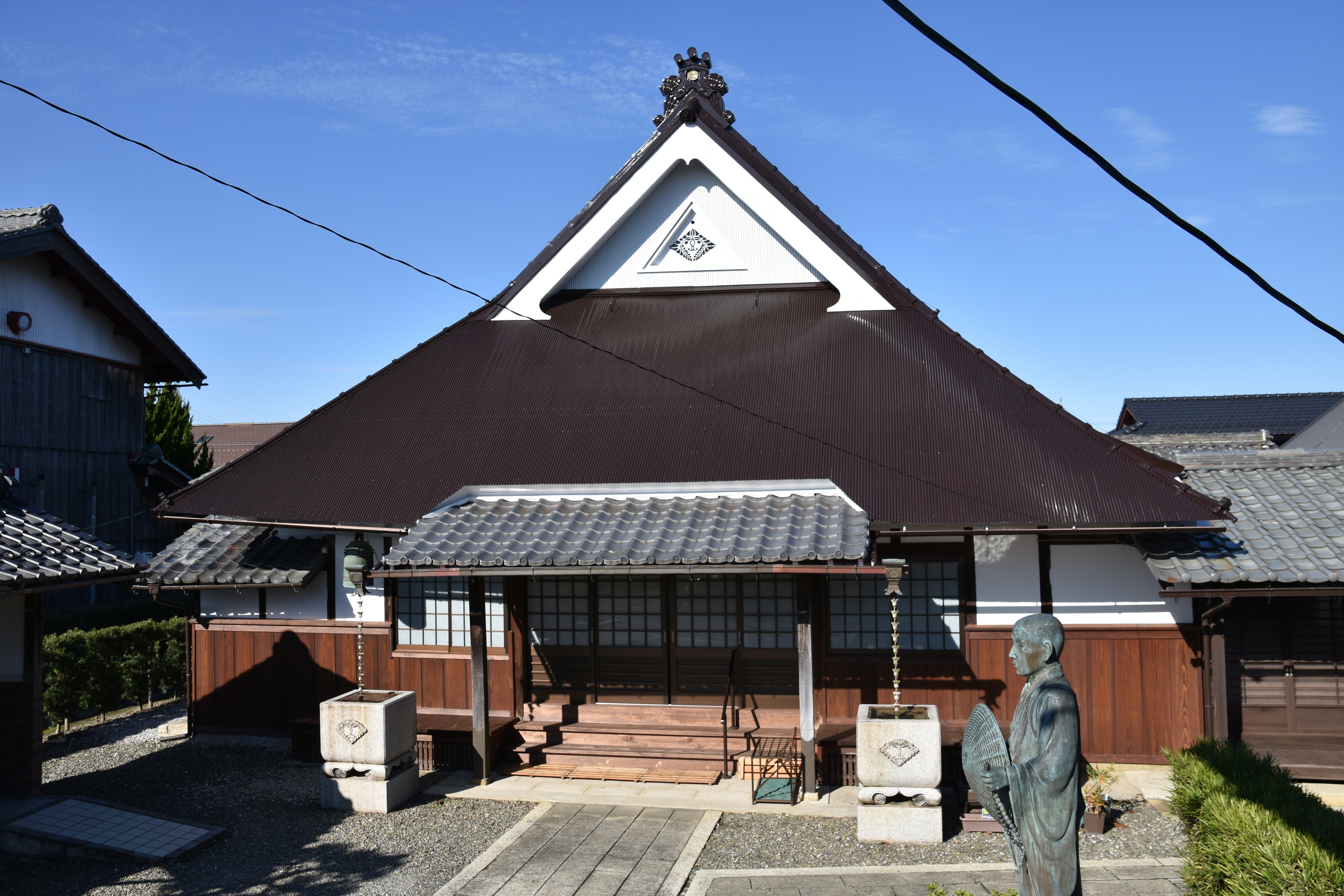
5月6日 長善寺（長浜市）
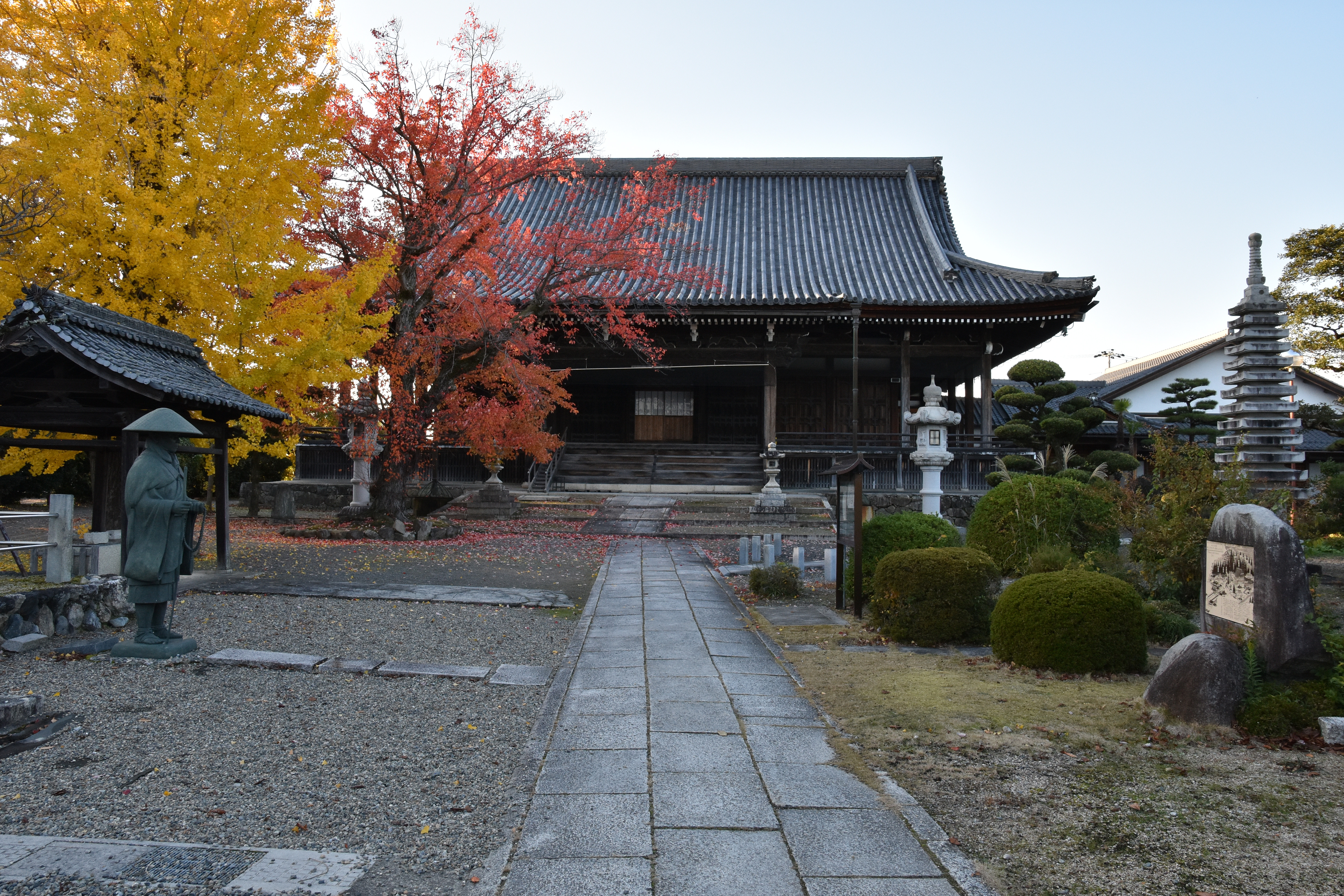
5月7日 寶満寺（愛知郡愛壮町）
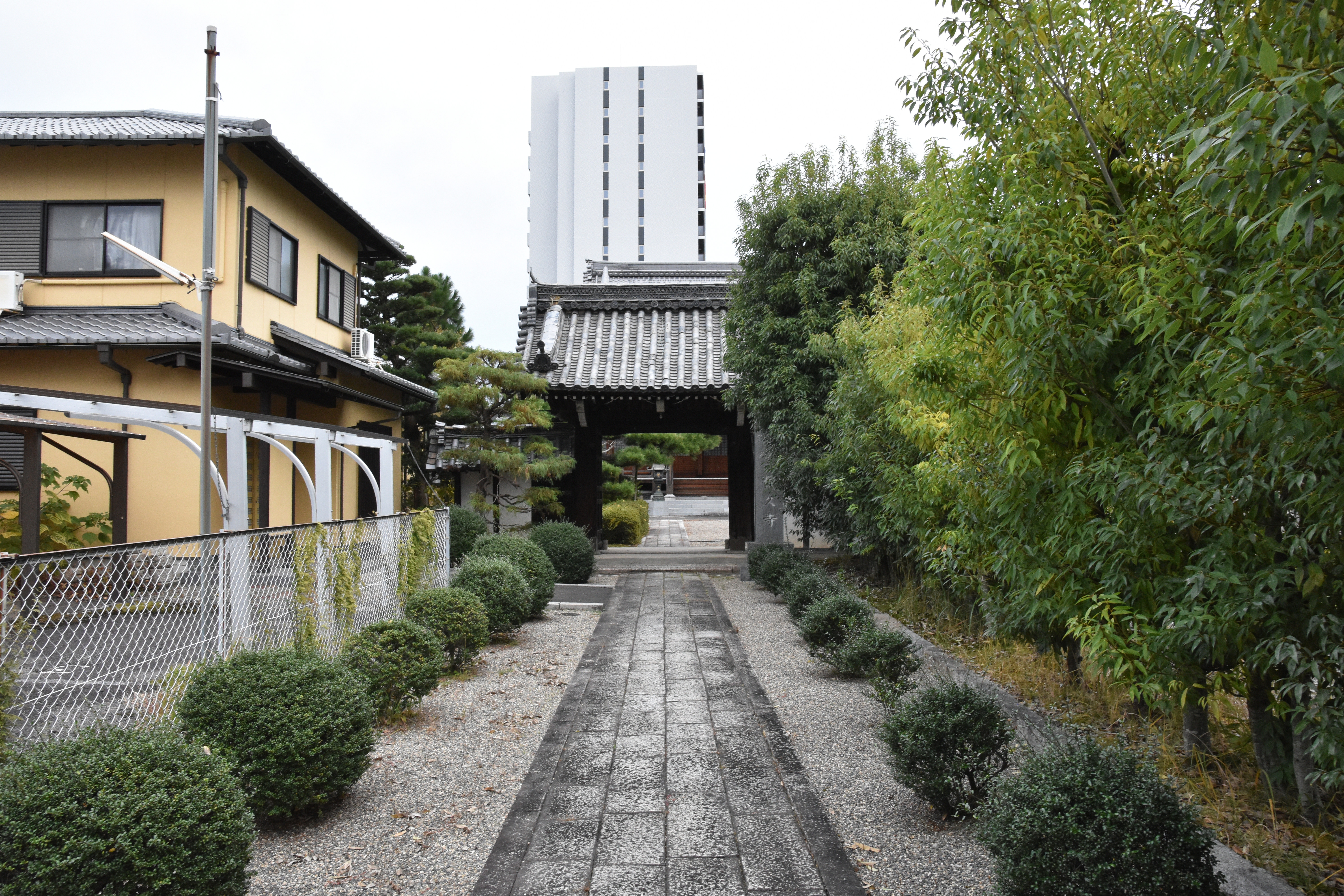
5月8日 傳久寺（草津市）